# Monastero di San Cirillo
Il Monastero di San Cirillo (in ucraino Кирилівський монастир?, Kyrylivs'kyj monastyr) è un monastero medievale situato a Kiev, la capitale dell'Ucraina. Il monastero contiene la famosa Chiesa di San Cirillo, un importante esempio dell'architettura della Rus' di Kiev del XII secolo, e che combina elementi del XVII e XIX secolo. Tuttavia, essendo in gran parte in stile barocco ucraino all'esterno, la chiesa preserva il suo originario interno in stile Rus' di Kiev.

## Storia
Il Monastero di San Cirillo fu fondato nel 1140 da Vsevolod Olgovič, il Kniaz' (principe) di Černihiv, nel quartiere Dorohožyči di Kiev, e prese il nome dal suo protettore celeste, Cirillo di Alessandria. Nella seconda metà del XII secolo, la principessa Maria, vedova di Vsevolod, costruì la chiesa in pietra di San Cirillo, che fungeva da luogo di sepoltura ancestrale della famiglia Olgoviči.
Il monastero subì un grave incendio nel 1734 e fu ricostruito dall'architetto ucraino Ivan Hryhorovyč-Bars'kyj nel 1750–1760. Il suo lavoro comprendeva anche l'aggiunta di mura in muratura che racchiudevano il cortile del monastero, una pittoresca torre d'angolo e un portale, e altri edifici monastici.
Nel 1787, il monastero di San Cirillo fu chiuso dal governo zarista e i suoi alloggi furono convertiti in ospedale (Ospedale di San Cirillo) e successivamente trasformati in un manicomio, situazione che perdurò fino alla metà della fine del XX secolo nell'Ucraina sovietica.
L'8 maggio 1929, il Consiglio dei Commissari della SSR ucraina proclamò il Monastero di San Cirillo come monumento di importanza storica e ordinò che fosse istituito un "distretto di conservazione". Allo stesso tempo, però, la chiesa del monastero fu chiusa al culto e predisposta per la trasformazione in museo. Il campanile del monastero doveva ospitare un museo dedicato a Ivan Hryhorovyč-Bars'kyj. Come molti altri numerosi distretti di protezione statale in tutta la SSR ucraina, il complesso di San Cirillo era di proprietà del Commissariato popolare per l'istruzione.
In base alla legislazione approvata dalla Verchovna Rada nel giugno 1936, il Commissariato dell'Educazione doveva concedere il permesso per lo smantellamento delle strutture monastiche di San Cirillo. Secondo la volontà del precedente curatore del distretto di San Cirillo, le mura monastiche, le porte, una torre d'angolo e il campanile furono smantellati per il loro materiale in mattoni nel 1937.
La chiesa di San Cirillo, compresi gli affreschi interni medievali e i murali del 1880 del famoso pittore russo Michail Vrubel, furono fortunatamente conservati. Furono conservate anche le restanti costruzioni del complesso, il resto delle mura monastiche, una torre d'angolo e due edifici costruiti da Bars'kyj. Del cimitero del monastero sono rimaste solo due tombe settecentesche.
Nel 1965, la Chiesa divenne un ramo del Santuario Nazionale "Sophia di Kiev", consentendo l'inizio di importanti restauri e di una documentazione storica. Dalla fine degli anni '90, la Chiesa ortodossa ucraina è autorizzata a svolgere regolari funzioni religiose all'interno della struttura.

## Edifici

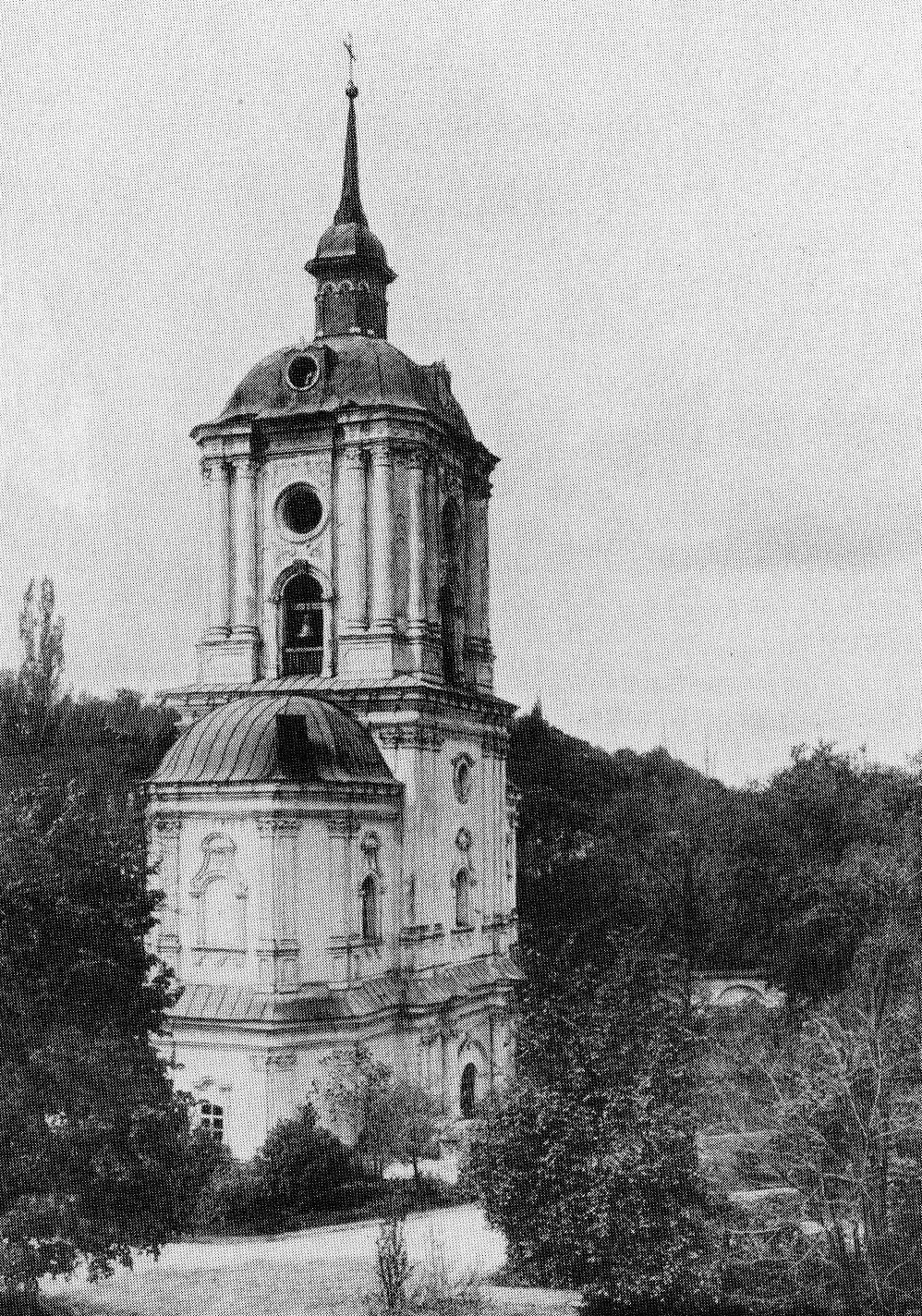
Il campanile del monastero di San Cirillo, demolito dai sovietici nel 1937.

### Chiesa di San Cirillo
La chiesa di San Cirillo (in ucraino Кирилівська церква?, trasl. Kyrylivs'ka cerkva) è una struttura di forma rettangolare con tre absidi aggettanti sul lato orientale. La cupola e le volte della chiesa poggiano su sei pilastri cruciformi. Una scala ricavata nella parete nord conduce alla galleria nella parte occidentale. Su questo lato c'è anche una cappella - una caratteristica rara delle antiche chiese della Rus' di Kiev. Il battistero e le nicchie del nartece sono altre caratteristiche non comuni. In origine, ciascuna delle volte era coperta con lastre di lamiera d'acciaio.
Nel corso dei secoli, la chiesa subì più di una volta devastanti incursioni nemiche e un devastante incendio nel 1734. La chiesa è stata più volte restaurata e ricostruita, alterandone l'aspetto originario. Poiché la chiesa di San Cirillo si trova entro i confini contemporanei di Kiev, la chiesa ne è l'unica struttura ecclesiastica medievale sopravvissuta fino al XX secolo senza significative aggiunte. L'attuale esterno della chiesa è stato modellato durante i lavori di restauro effettuati tra il 1750 e il 1760 dall'architetto ucraino Ivan Hryhorovyč-Bars'kyj. Sebbene contenga elementi del barocco ucraino all'esterno, l'interno rimane sostanzialmente invariato rispetto al suo stile originale.

### Campanile
Degli edifici monastici costruiti da Ivan Hryhorovyč-Bars'kyj all'interno del monastero, la sua costruzione più importante era un campanile indipendente, costruito nel 1760. Il campanile combinava l'idea di un alto campanile con un cancello al piano terra e una cappella sul secondo ordine del campanile. I due livelli inferiori del campanile presentavano elementi di una chiesa tripartita ucraina, costituita dal campanile posto sopra la parte centrale della navata. Il tetto originale sopra la cappella del campanile era un tetto a gradoni, un genere molto adoperato all'epoca. Dopo l'incendio del 1849, i tetti della cappella e della cupola furono modificati rispetto agli originali. Dopo la decisione della SSR ucraina sulla demolizione del campanile nel 1936, il campanile fu distrutto un anno dopo, per impiegarne i mattoni in progetti edili.